# Paroisse de Perth
Pour les articles homonymes, voir Perth.
Ne doit pas être confondu avec Perth-Andover.
La paroisse de Perth est à la fois une paroisse civile et un ancien district de services locaux (DSL) canadien du Nouveau-Brunswick. Dans le cadre de la réforme de la gouvernance locale du 1er janvier 2023, le territoire du DSL a été réparti entre le village de Southern Victoria et le district rural de la Vallée-de-l'Ouest.

## Toponyme
La paroisse de Perth est probablement nommée ainsi d'après la ville de Perth, en Écosse, où naquit Sir Archibald Campbell (1769-1843), lieutenant-gouverneur du Nouveau-Brunswick de 1831 à 1837.

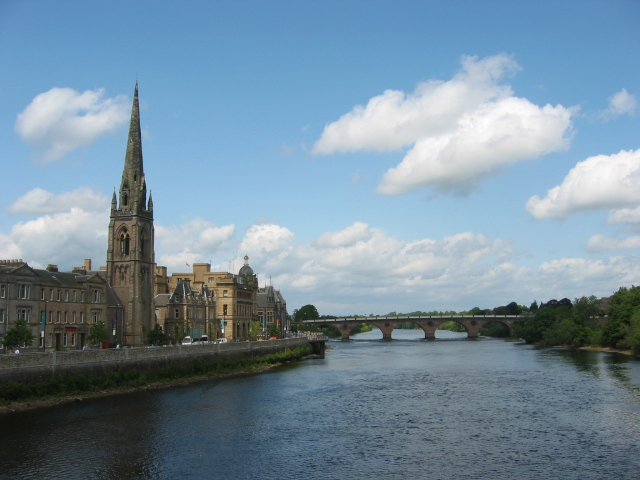
Perth, en Écosse.

## Géographie

### Situation
La paroisse de Perth se trouve dans le comté de Victoria, à 112 kilomètres de route au sud-est d'Edmundston et à 168 km au nord-ouest de Fredericton. La paroisse est bordée par le fleuve Saint-Jean à l'ouest et par la rivière Tobique au nord.
La paroisse de Perth est limitrophe de la paroisse de Denmark au nord, de la paroisse de Gordon à l'est, de la paroisse de Kent au sud, de la paroisse d'Andover à l'ouest et finalement de Perth-Andover et Tobique 20 au nord-ouest. La ville la plus proche est Grand-Sault, à 50 km au nord.

### Hameaux et lieux-dits
La paroisse comprend les hameaux de Beech Glen, Bon Accord, Gladwyn, Inman, Kilburn, Kincardine, Lower Kintore, Lower Perth, Muniac, Quaker Brook, Rowena et Upper Kintore.

## Histoire
Le territoire est colonisé après 1800 par des colons originaires du bas du fleuve Saint-Jean, d'abord en petits groupes éparpillés. Les Military Settlements (Localités militaires) sont fondés à partir de 1817 par de nombreux soldats démobilisés. La vallée de la rivière Tobique est ensuite colonisée par des gens originaires des premières localités. Un certain Larlee maintient un relais postal à un ou deux miles au sud de Perth et ses descendants, les Larley, sont nombreux à cet endroit. Le hameau de Currie est fondé sous le nom de Tobique River entre 1825 et 1830 par des célibataires en provenance de la vallée du fleuve Saint-Jean. La paroisse est érigée en 1833. En 1872, le nom de Kincardine est appliqué à un établissement désormais appelé Lower Kintore et à un autre du nom de Stonehaven mais ayant repris le nom de Kicardine. Lower Kintore fut donc fondé en 1873 par 712 colons originaires de Kintore et de Stonehaven, dans le Kincardineshire, en Écosse, en vertu de la Free Grants Act (Loi sur les concessions gratuites). Stonehaven est fondé la même année par des immigrants en provenance de Stonehaven, en Écosse. C'est grâce à cette même loi que Red Rapids est fondé en 1875 par des colons originaires des localités environnantes.
La municipalité du comté de Victoria est dissoute en 1966. La paroisse de Perth devient un district de services locaux en 1967.

## Démographie
| 2001  | 2006  | 2011  | 2016  |
| ----- | ----- | ----- | ----- |
| 1 288 | 1 259 | 1 096 | 1 082 |

## Économie
Entreprise Grand-Sault, membre du Réseau Entreprise, a la responsabilité du développement économique.

## Administration

### Comité consultatif
En tant que district de services locaux, la paroisse de Perth est en théorie administré directement par le Ministère des Gouvernements locaux du Nouveau-Brunswick, secondé par un comité consultatif élu composé de cinq membres dont un président. Il n'y a actuellement aucun comité consultatif.

### Commission de services régionaux
La paroisse de Perth fait partie de la Région 12, une commission de services régionaux (CSR) devant commencer officiellement ses activités le 1er janvier 2013. Contrairement aux municipalités, les DSL sont représentés au conseil par un nombre de représentants proportionnel à leur population et leur assiette fiscale. Ces représentants sont élus par les présidents des DSL mais sont nommés par le gouvernement s'il n'y a pas assez de présidents en fonction. Les services obligatoirement offerts par les CSR sont l'aménagement régional, l'aménagement local dans le cas des DSL, la gestion des déchets solides, la planification des mesures d'urgence ainsi que la collaboration en matière de services de police, la planification et le partage des coûts des infrastructures régionales de sport, de loisirs et de culture; d'autres services pourraient s'ajouter à cette liste.

### Chronologie municipale

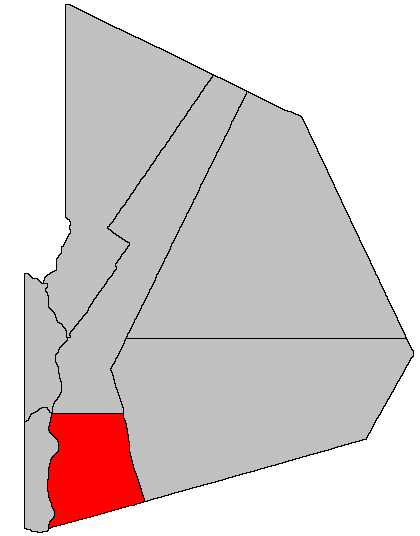
Situation sur une carte des paroisses civiles du comté de Victoria (certains DSL et municipalités ne sont donc pas montrés).

### Représentation et tendances politiques
Nouveau-Brunswick: Perth fait partie de la circonscription provinciale de Victoria-Tobique, qui est représentée à l'Assemblée législative du Nouveau-Brunswick par Wes McLean, du Parti progressiste-conservateur. Il fut élu en 2010.
 Canada: Perth fait partie de la circonscription électorale fédérale de Tobique—Mactaquac, qui est représentée à la Chambre des communes du Canada par Michael Allen, du Parti conservateur. Il fut élu lors de la 39e élection générale, en 2006, et réélu en 2008.

## Vivre dans la paroisse de Perth
La centrale hydroélectrique de Tobique Narrows, opérée par Énergie NB, a une capacité de 20 mégawatts avec ses deux turbines. Elle fonctionne depuis 1953.
Le Sentier international des Appalaches longe la rive gauche (sud) de la rivière Tobique.
Le bureau de poste et le détachement de la Gendarmerie royale du Canada le plus proche est à Perth-Andover.
Les anglophones bénéficient des quotidiens Telegraph-Journal, publié à Saint-Jean, et The Daily Gleaner, publié à Fredericton. Ils ont aussi accès à l'hebdomadaire Victoria Star, publié à Grand-Sault. Les francophones ont accès par abonnement au quotidien L'Acadie nouvelle, publié à Caraquet, ainsi qu'à l'hebdomadaire L'Étoile, de Dieppe.